# Listă de companii din Africa de Sud
Aceasta este o listă de companii din Africa de Sud:
- ABSA Group
- Afrikander Lease
- Anglogold Ashanti
- Anglovaal Mining
- Barloworld
- Basil Read
- Brobon Finex
- Cape of Good Hope Bank
- Capespan
- Cell C
- Concor
- De Beers Consolidated Mines
- Denel
- DiData (Dimension Data Holdings Ltd)
- Drako
- DRDGold
- Durban Roodepoort Deep
- Elbim Bank
- Eskom
- First National Bank of South Africa
- FirstRand
- FirstRand
- Gold Fields Ltd
- Group Five
- Harmony Gold Mining Co.
- Highveld Steel & Vanadium Corp
- Impala Platinum Holdings
- Investec Group
- Iscor
- Iscor
- Metro Cash and Carry
- MIH Holdings Ltd
- Naspers
- Nedbank
- Nedcor
- Pepkor
- Premier Group
- Rand Merchant Group
- Randgold Exploration Co.
- Remgro ex-Rembrandt Group
- SABMiller
- Sanlam
- Sappi
- Sasol
- Smith CG
- South African Airways
- Standard Bank of South Africa
- Telkom SA
- Thintana Communications